# Buynaksk
Buynaksk (em russo:  Буйна́кск) é uma cidade na República do Daguestão, na Rússia, localizada no sopé do Grande Cáucaso, no rio Shura-Ozen, 40 km (25 mi) a sudoeste da capital da república, Makhachkala. Em 2010, sua população era de 62.623 habitantes.